# Three Dollar Bill, Y’all$
Three Dollar Bill, Y’all$ (с англ. — «Трёхдолларовые банкноты, все вы») — дебютный студийный альбом американской рэп-метал-группы Limp Bizkit, выпущенный 1 июля 1997 года лейблами Flip Records и Interscope Records. Продюсером альбома стал Росс Робинсон, которого посоветовал группе бас-гитарист ню-метал-группы Korn Реджинальд «Филди» Арвизу — Филди убедил Росса послушать демо Limp Bizkit. Росс был впечатлен мотивацией и звучанием группы и согласился работать с ними. Альбом продемонстрировал намеренно резкое и агрессивное звучание, которое привлечёт фан-базу по мнению участников группы. Перезаписанные версии песни группы включают тяжёлые партии гитар Уэса Борланда и скретчинг DJ Lethal'а. Альбом включает в себя хит-сингл «Counterfeit», в звучании которого заметно влияние хип-хопа и хэви-метала и кавер-версия песни Джорджа Майкла «Faith».

## Производство
Уэс Борланд покинул Limp Bizkit после удачного выступления в Голливуде на разогреве у Korn из-за разногласий с Фредом Дёрстом. Limp Bizkit подписал контракт с Mojo, дочерней компанией MCA Records. Направляясь в Калифорнию, чтобы записать свой дебютный альбом, группа попала в серьёзную аварию, после чего, Дёрст уговаривал Борланда вернутся, на что тот согласился. Уже после прибытия в Калифорнию группа решила расторгнуть сотрудничество с Mojo и подписала контракт с Flip, дочерней компанией Interscope Records.
Реджинальд Арвизу из группы Korn убедил Росса Робинсона послушать демо группы, которое состояло из песен «Pollution», «Counterfeit» и «Stuck». Робинсон наконец прослушал кассету после того, как её похвалила подруга Робинсона. Робинсон был впечатлён мотивацией и звучанием группы и начал работу с Limp Bizkit над записью дебютного альбома в студии Indigo Ranch. Во время записи группа записала раннюю версию своей песни «I’m Broke», но было решено, что эта песня не подходит для этого альбома. Впоследствии трек был переработан и записан для их последующего альбома Significant Other.
Идеей для названия альбома послужила известная в США фраза «queer as a three dollar bill» (с англ. — «голубой как трёхдолларовая банкнота»), в результате чего, Limp Bizkit назвали первый студийный альбом Three Dollar Bill, Yall$ (с англ. — «Трёхдолларовые банкноты, все вы»).

## Музыка и тексты
Песня Counterfeit возникла из-за недоумения Limp Bizkit в том, что другие местные группы копировали их стиль. Борланд сказал: «Люди увидели то, что мы создали, и, типа, решили “а давайте тоже носить мешковатые штаны и вообще рэперский шмот, и типа играть хеви-метал с рэпом”. Мы сразу подумали «что за чертовщина происходит?». Около пяти или шести групп просто появилось из ниоткуда и попыталось под нас косить. Это было просто нелепо. «Counterfeit» как раз об этом».
Проблемы Фреда Дёрста с его девушкой вдохновили его на написание песни «Sour». Настроение и тон, установленные Робинсоном в студии, позволили группе импровизировать; запись импровизации группы появилась в качестве последнего трека на альбоме «Everything». Запись альбома также позволила группе продемонстрировать скрэтчинг DJ Lethal и экспериментальной игры на гитаре Уэса Борланда, который играл без тюнера, выступая двумя руками, одна играла мелодичные ноты, а другая играла аккордовые последовательности.
В песне «Stuck» Борланд использовал педаль сустейна в первом такте и приглушенные риффы во втором. Игра Борланда на этом альбоме имеет октавные формы и прерывистые ритмы восьмой ноты, иногда сопровождаемые приглушением его струн левой рукой, создавая ударный звук. Он также использовал неравномерно акцентированные синкопированные шестнадцатые ноты и гипнотические гудящие звуки, чтобы создать дезориентирующий эффект.
Несмотря на успех кавера группы на песню Джорджа Майкла «Faith», Робинсон был против записи кавер-песни и убеждал группу не включать этот трек в альбом. Тем не менее, финальная запись, которая включала в себя более тяжёлую игру на гитаре и игру на барабанах, а также скрэтчинг диджея, произвела на Робинсона впечатление. Робинсон также сблизился с Борландом, которого воспринял как несерьёзное отношение к группе. Альт-метал группа Tool оказала сильное влияние на формирование звука альбома, особенно в песне «Nobody Love’s Me», который содержит отрывок, где Дёрст подражал пению Мэйнарда Джеймса Кинана.
Законченный альбом имел агрессивный, резкий звук, который позже заявил Борланд, как часть плана Limp Bizkit, чтобы к группе примкнуло всё больше поклонников. «Лучший способ донести наше послание — это шокировать. Это то, что привлекает людей, заставляя их реагировать, показывая что-то негативное, надеясь, что из этого выйдет что-то позитивное. Попытка остаться в реальности».

## Релиз и продвижение
Альбом был выпущен лейблами Flip и Interscope Records 1 июля 1997 года, но на некоторых сайтах указана дата выпуска альбома 24 июня 1997 года.
Перед выпуском альбома, Limp Bizkit выступили с группами Korn и Helmet, двумя группами, повлиявших на них, а после выпуска Limp Bizkit выступили в одном туре с Faith No More в поддержку их альбома Album of the Year, который был последним туром группы перед их распадом в следующем году. Несмотря на то, что гитарист Уэс Борланд назвал Faith No More одним из самых влиятельных факторов, он рассказал о том, что гастроли с ними в 1997 году были негативным опытом для группы. На открытии одного из концертов Faith No More, Фред Дёрст назвал зрителей «педиками» (англ. faggots) после того, как они начали проявлять недовольство и бунт к Limp Bizkit. После концерта Дёрст извинился перед клавишником Faith No More Родди Боттумом, который признался в начале 1990-х, что был геем.
В 1998 году разгорелся спор, когда выяснилось, что Interscope заплатил 5000 долларов, чтобы гарантировать, что радиостанция Портленда сыграла песню «Counterfeit» 50 раз, предшествовавшая и завершая сообщением о том, что Interscope оплачивает эфирное время. Платное эфирное время подверглось критике со стороны средств массовой информации, которые рассматривали его как «пэйолу». Менеджер группы Джефф Кватинец позже назвал план «блестящим маркетинговым ходом». Дёрст заявил: «Это сработало, но не так круто как хотелось». Несмотря на критику, платное эфирное время не увеличило продажи, которые в начале 1998 года составляли всего 170 000 копии альбома".
Дёрст снял видеоклип для сингла группы «Faith» в поддержку его появления в фильме «Очень дикие штучки», но остался недоволен им, и снял второй клип, в котором была отдана дань уважения таким совместным гастролёрам, как Primus, Deftones и Mötley Crüe, появившимся в видео.

## Критический прием
Обозреватель AllMusic Стивен Томас Эрлевайн писал: «Они не имеют много оригинальных идей […], но они делают свою музыку хорошо. У них есть мощная ритм-секция и запоминающиеся эффекты, делающие песни „волнующими“». Тем не менее, Роберт Кристгау низко оценил Three Dollar Bill, Y'all$.
В 2020 году альбом был назван одним из лучших 20 метал-альбомов 1997 года по версии журнала Metal Hammer.

## Список композиций
Все тексты написаны Фредом Дёрстом, кроме «Faith» (кавер на Джорджа Майкла).
| №                   | Название                                                 | Длительность |
| ------------------- | -------------------------------------------------------- | ------------ |
| 1.                  | «Intro»                                                  | 0:48         |
| 2.                  | «Pollution»                                              | 3:52         |
| 3.                  | «Counterfeit»                                            | 5:08         |
| 4.                  | «Stuck»                                                  | 5:25         |
| 5.                  | «Nobody Loves Me»                                        | 4:28         |
| 6.                  | «Sour»                                                   | 3:33         |
| 7.                  | «Stalemate»                                              | 6:14         |
| 8.                  | «Clunk»                                                  | 4:03         |
| 9.                  | «Faith» (скрытый трек «Stereotype Me» начинается с 2:28) | 3:52         |
| 10.                 | «Stink Finger»                                           | 3:03         |
| 11.                 | «Indigo Flow»                                            | 2:23         |
| 12.                 | «Leech» (демо-версия)                                    | 2:11         |
| 13.                 | «Everything»                                             | 16:26        |
| Общая длительность: | Общая длительность:                                      | 61:26        |

## Участники записи
- Limp Bizkit
  - Фред Дёрст — вокал
  - Уэс Борланд — гитара, оформление альбома
  - Сэм Риверс — бас-гитара
  - Джон Отто — ударные
  - DJ Lethal — диджеинг
- Дополнительный персонал
  - Росс Робинсон — продюсер
  - Ричард Каплан — звукорежиссёр
  - Энди Уоллес[англ.] — сведение
  - Стив Сиско[англ.] — сведение
  - Хови Вэйнберг[англ.] — мастеринг
  - Джордан Шур[англ.] — исполнительный продюсер
  - Скотт Борланд — клавишные (на треках «Intro», «Pollution» и «Sour»)

## Позиции в чартах

### Чарты
Альбомы — Billboard (США)/RPM (Канада)
| Год  | Чарт                  | Позиция |
| ---- | --------------------- | ------- |
| 1998 | Heatseekers           | 1       |
| 1998 | The Billboard 200     | 22      |
| 1999 | Canadian Albums Chart | 29      |

Синглы — Billboard/RPM
| Год  | Сингл   | Чарт                        | Позиция |
| ---- | ------- | --------------------------- | ------- |
| 1998 | «Faith» | Canadian RPM Alternative 30 | 30      |
| 1999 | «Faith» | Mainstream Rock Tracks      | 33      |
| 1999 | «Faith» | Modern Rock Tracks          | 28      |

## Сертификации
| Регион                                                      | Сертификация  | Продажи    |
| ----------------------------------------------------------- | ------------- | ---------- |
| Австралия (ARIA)                                            | Золотой       | 35 000^    |
| Канада (Music Canada)                                       | Платиновый    | 100 000^   |
| США (RIAA)                                                  | 2× Платиновый | 2 000 000^ |
| ^ Данные о тиражах приведены только на основе сертификации. |               |            |